# Untersiggenthal
Untersiggenthal es una comuna suiza del cantón de Argovia, situada en el distrito de Baden. Limita al norte con la comuna de Würenlingen, al este con Obersiggenthal, al sur con Turgi y Gebenstorf, y al oeste con Brugg y Villigen.